# Cryptolepis oblongifolia
Cryptolepis oblongifolia là một loài thực vật có hoa trong họ La bố ma. Loài này được (Meisn.) Schltr. mô tả khoa học đầu tiên năm 1896.

## Hình ảnh

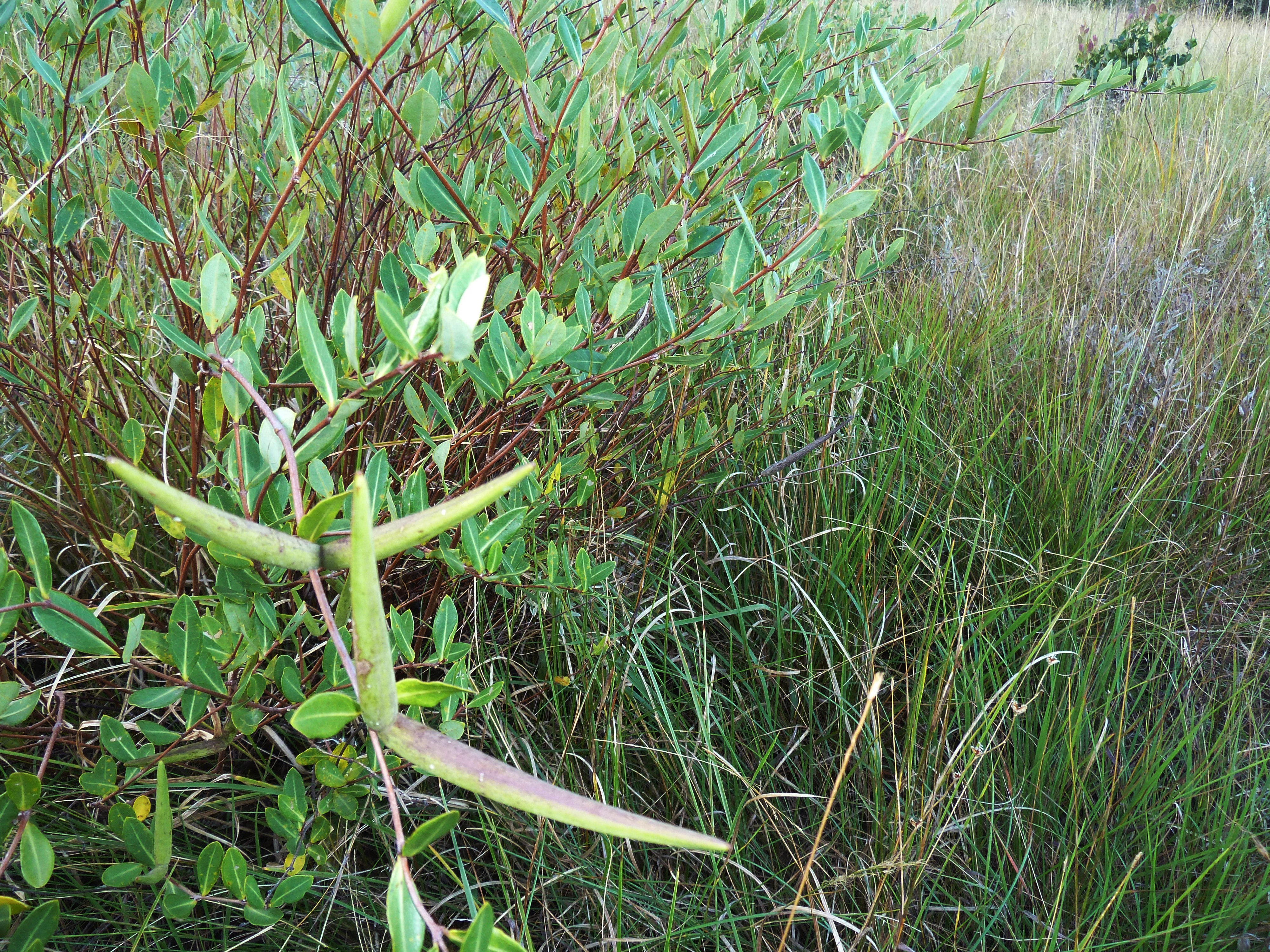